# Comuna Teișani, Prahova
Teișani este o comună în județul Prahova, Muntenia, România, formată din satele Bughea de Sus, Olteni, Ștubeiu, Teișani (reședința) și Valea Stâlpului.

## Așezare
Comuna se află în partea central-nordică a județului, în zona de deal spre munte, pe malul drept al râului Teleajen, satul de reședință fiind situat la 6 km nord de orașul Vălenii de Munte. Comuna este străbătută de șoseaua națională DN1A, care leagă Ploieștiul de Brașov prin Vălenii de Munte, șosea din care se ramifică lângă Teișani șoseaua județeană DJ100N, care duce spre vest către orașul Slănic. Din acest drum se ramifică la Teișani șoseaua județeană DJ219 care duce la Vălenii de Munte, unde se termină tot în DN1A. Prin comună trece calea ferată Ploiești Sud-Măneciu, pe care comuna este deservită de stația Teișani.

## Demografie
Componența etnică a comunei Teișani
     Români (92,07%)
     Alte etnii (0,3%)
     Necunoscută (7,63%)
Componența confesională a comunei Teișani
     Ortodocși (90,46%)
     Alte religii (1,35%)
     Necunoscută (8,2%)
Conform recensământului efectuat în 2021, populația comunei Teișani se ridică la 3.343 de locuitori, în scădere față de recensământul anterior din 2011, când fuseseră înregistrați 3.565 de locuitori. Majoritatea locuitorilor sunt români (92,07%), iar pentru 7,63% nu se cunoaște apartenența etnică. Din punct de vedere confesional, majoritatea locuitorilor sunt ortodocși (90,46%), iar pentru 8,2% nu se cunoaște apartenența confesională.

## Politică și administrație
Comuna Teișani este administrată de un primar și un consiliu local compus din 13 consilieri. Primarul, Gheorghe Stanciu[*], de la Partidul Național Liberal, este în funcție din 2008. Începând cu alegerile locale din 2024, consiliul local are următoarea componență pe partide politice:
|  | Partid                          | Consilieri | Componența Consiliului | Componența Consiliului | Componența Consiliului | Componența Consiliului | Componența Consiliului | Componența Consiliului | Componența Consiliului |
|  | ------------------------------- | ---------- | ---------------------- | ---------------------- | ---------------------- | ---------------------- | ---------------------- | ---------------------- | ---------------------- |
|  | Partidul Național Liberal       | 7          |                        |                        |                        |                        |                        |                        |                        |
|  | Partidul Social Democrat        | 2          |                        |                        |                        |                        |                        |                        |                        |
|  | Partidul Mișcarea Populară      | 2          |                        |                        |                        |                        |                        |                        |                        |
|  | Alianța pentru Unirea Românilor | 1          |                        |                        |                        |                        |                        |                        |                        |
|  | Partidul România în Acțiune     | 1          |                        |                        |                        |                        |                        |                        |                        |

### Clima
Climatul este specific zonei subcarpatice unde este așezată comuna și altitudinii medii cuprinse între 530 m și 650 m, variind după anotimpuri și între epoci de ani. În luna ianuarie, temperatura medie scade la −2 °C și −3 °C, iar în luna iulie (cea mai călduroasă a anului), urcă până la 12–14 °C și chiar mai mult. Între anii 1945–1946, ca urmare a unei invazii de aer tropical, temperatura s-a ridicat până la aproape 38 °C.
Precipitațiile totalizează un număr de 700–900 mm anual. Cele mai abundente precipitații se produc în luna iunie, când aerul umed de proveniență oceanică, pătrunde până în România și este însoțit de procese de convecție ale căror consecințe sunt ploile torențiale. Cele mai mici cantități se înregistrează în primele luni ale anului. În timpul verii se produc adesea averse de ploaie când, într-o singură zi, cantitatea de precipitații căzută poate depăși totalul precipitațiilor dintr-o lună.
În general, clima se caracterizează prin temperaturi medii anuale de 6°–9 °C (3 °C iarna, 9 °C primăvara, 19 °C vara și 10,5 °C toamna) cu precipitații cuprinse între 600–800 mm anuală și cu vânturi variabile, de care vatra satului din Valea Teișanilor este ferită în general.

## Istorie
La sfârșitul secolului al XIX-lea, comuna Teișani era formată doar din satul de reședință, făcea parte din plaiul Teleajen din județul Prahova și avea 1355 de locuitori. În comună funcționa o școală deschisă în 1894, o moară pe un iaz de lângă râul Teleajen și două biserici ortodoxe — una fondată de locuitori în 1878 și una mai veche, al cărui clopot purta o inscripție ce arată că a fost turnat la 1786. Pe teritoriul actual al comunei era organizată și comuna Olteni, formată din satele Olteni, Știubeiu și Valea Stâlpului, având 1200 de locuitori și 298 de case. În comuna Olteni funcționau 2 mori de apă pe Teleajen și două biserici ortodoxe — una construită în 1870 pe locul alteia vechi în satul Știubeiu; și alta în Olteni, datând din 1805. Satul Bughea de Sus aparținea comunei Bughiile, și avea o biserică ortodoxă fondată de localnici la 1837.
În perioada interbelică, situația administrativă s-a păstrat. Astfel, în 1925, după cum consemnează Anuarul Socec, comuna Teișani avea 1538 de locuitori, în vreme ce comuna Olteni avea 1485.
În 1950, comunele Teișani, Olteni și Bughiile au fost arondate raionului Teleajen din regiunea Prahova și apoi (după 1952) din regiunea Ploiești. În 1968, la reforma administrativă, județul Prahova s-a reînființat, iar comunele Olteni și Bughiile au fost desființate, prima fiind inclusă în întregime în comuna Teișani, iar cealaltă fiind împărțită între comunele Gura Vitioarei (satul de reședință, Bughea de Jos) și Teișani (satul Bughea de Sus). 

## Monumente istorice
Două obiective din comuna Teișani sunt incluse în lista monumentelor istorice din județul Prahova ca monumente de interes local, ambele fiind clasificate ca monumente memoriale sau funerare și ambele aflându-se în satul Olteni: casa Ștefan Gheorghiu (secolul al XIX-lea) și o cruce de pomenire din piatră datând din 1804 și aflată în centrul satului.